# Nadia Gontova
Nadia Gontova, née le 7 août 2000 à Richmond, est une coureuse cycliste canadienne, spécialisée dans le cyclisme sur route.

## Biographie

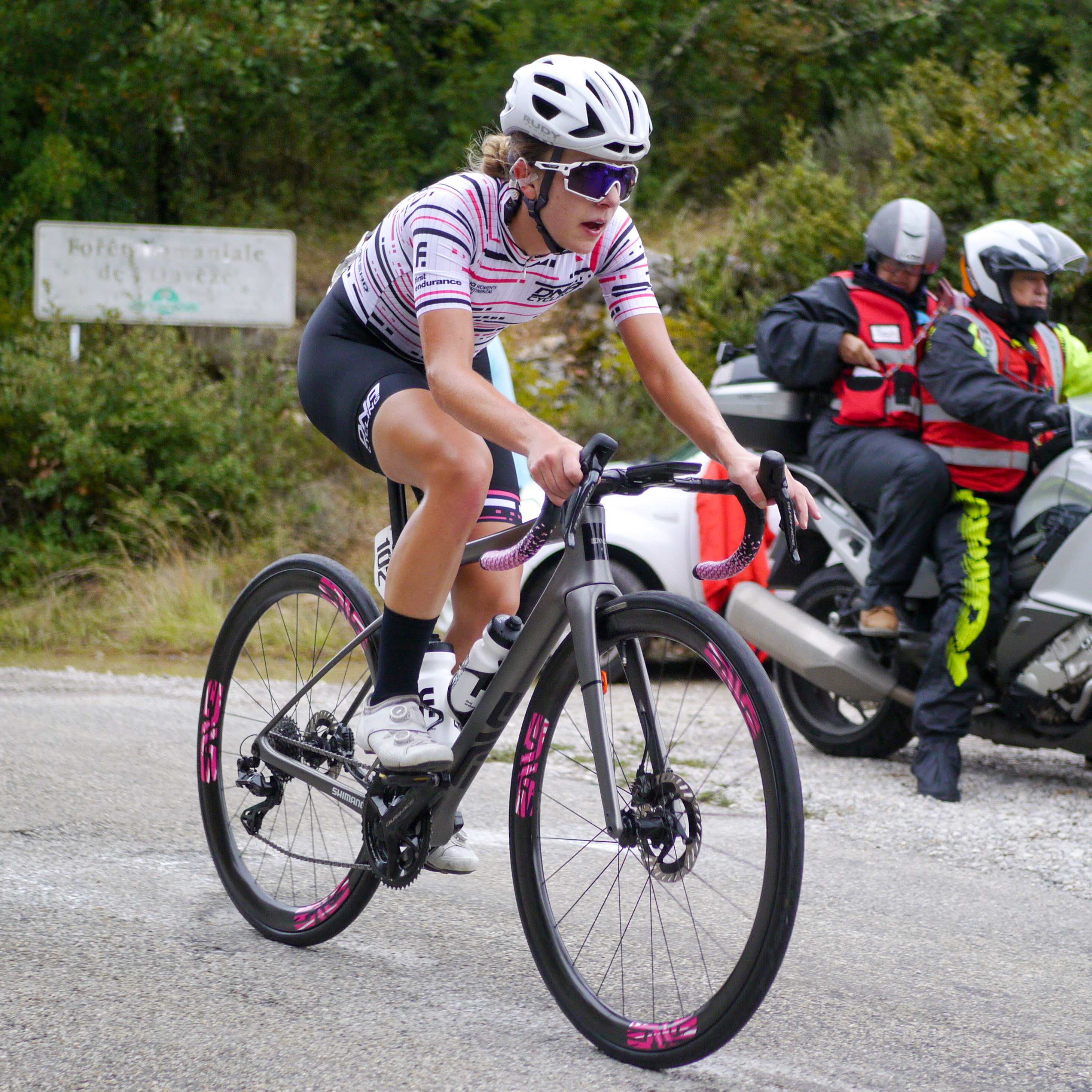
Nadia Gontova sur la 6e étape du TCFIA 2024

En avril 2023, Nadia Gontova, remporte la 2e étape de la Redlands Bicycle Classic, une course nationale aux États-Unis. Quelques jours plus tard, elle signe un premier contrat avec l’équipe continentale UCI ROXO Racing, basée au Texas.
Pour sa première course sous ses nouvelles couleurs, le Tour of the Gila, elle remporte le classement de la meilleure jeune. Elle s’adjuge ensuite la 4e étape du tour de Colombie, sa 1re victoire professionnelle.
Pour la saison 2024, elle signe dans une autre équipe américaine, la DNA Pro Cycling. Avec sa nouvelle formation, elle participe à des épreuves sur deux continents : les Amériques et l'Europe. Elle remporte le classement général de la Redlands Classic, puis se classe 2e et meilleure jeune du Tour of the Gila. En Europe, elle termine notamment 8e du Tour cycliste féminin international de l'Ardèche.
À la fin de l’année, elle signe un contrat avec l'équipe française Winspace Orange Seal, pour 2025. Pour cette saison 2025, l'UCI créé une nouvelle catégorie d'équipes de 2e division internationale, entre les équipes World Team et les équipes continentales. Winspace Orange Seals fait partie des 7 premières formations de cette nouvelle catégorie appelée UCI Women's ProTeam.

## Palmarès sur route

### Par années
- 2023
  - 4e étape du Tour de Colombie
  - 2e du Tour du Costa Rica
- 2024
  - Redlands Bicycle Classic : 
    - Classement général
    - 2e étape

  - 2e du Chrono Gatineau
  - 2e du Tour of the Gila
  - 2e du Tour de Colombie
- 2025
  - 2e du Tour féminin international des Pyrénées
  - 3e de l'Alpes Grésivaudan Classic
  - 3e du  championnat du Canada du contre-la-montre

### Résultats sur les grands tours

#### Tour de France
1 participation
- 2025 : 23e

### Classements mondiaux
| Année                                 | 2023 | 2024 |
| ------------------------------------- | ---- | ---- |
| Classement UCI                        | 301e | 165e |
|                                       |      |      |
| Légende : nc = non classéSource : UCI |      |      |